# Колумбаева, Сауле Жанабаевна
Колумбаева Сауле Жанабаевна (16 октября 1953 г., Алма-Ата) — казахстанский ученый, преподаватель, доктор биологических наук, профессор.

## Биография
Родилась 16 октября 1953 года в г. Алма-Ата.
В 1976 гг. с отличием окончила кафедру дарвинизма и генетики биологического факультета Казахского государственного университета им. С.М. Кирова.
С 1976-1983 гг. проходила стажировку и очную аспирантуру в Институте общей генетики АН СССР. В 1983 г. защитила кандидатскую диссертацию на тему: "Исследование мутагенного действия ростактивизирующих веществ, солей тяжелых металлов и нитрозогуанидина на семена ячменя" (03.00.15 - генетика), выполненную под руководством академика АН СССР Н.П. Дубинина и кандидата биологических наук К.П. Гариной.
В 2010 году защитила диссертацию по теме «Генетические эффекты загрязнителей окружающей среды у млекопитающих и снижение мутагенного риска биологически активными веществами» на соискание ученой степени доктора биологических наук по специальности 03.00.15 – генетика.

## Профессиональная деятельность
1983 г.- 1987 г. - старший лаборант, младший научный сотрудник Института ботаники АН Казахской ССР;
1987 г.- 1993 г. - научный сотрудник, старший научный сотрудник лаборатории биохимии обмена веществ кафедры физиологии растений и биохимии Казахского государственного университета им. С.М. Кирова;
1993 г.-1996 г. — старший преподаватель кафедры экологии и почвоведения КазНУ им.аль-Фараби;
1996 г.-2008 г. — доцент кафедры экологии и почвоведения КазНУ им.аль-Фараби;
1996 г.-2008 г. - ученый секретарь докторского диссертационного совета Д 14/А.01.01 при КазНУ им. аль-Фараби;
2008 г.-2011 г. — доцент кафедры экологии и ботаники КазНУ им.аль-Фараби;
2011 г.-по настоящее время — профессор кафедры молекулярной биологии и генетики КазНУ им.аль-Фараби.
2012 г. - 2019 г. - член Национального Координационного Комитета ГЭФ/ПМГ (Программа малых грантов Глобального экологического фонда ПРООН).

## Научная деятельность
Область научных интересов: мутагенез, цитогенетика, антимутагенез, генотоксикология, экологическая генетика.
Научный руководитель 5-ти  проектов  Фонда науки МОН РК (2006-2008 гг., 2009-2011 гг., 2012-2014 гг., 2015-2017 гг.) и исполнитель 3-х проектов  ГФ МОН РК (2018-2020 гг.; 2022-2024 гг.);  ответственный исполнитель международного проекта ICTS К-451.2 “System Analysis of Environment Objects of Territories of Kazakhstan, Negatively Affected by the Activity of the “Baikonur” Cosmodrome” (2003-2006гг.).
Имеет более 180 печатных работ, в числе которых 9 учебных пособия, 2 монографии,  научные статьи в отечественных (ККСОН – более 40) и зарубежных (Scopus, Thomson Reuters – более 20) изданиях , 3 патента и 5 авторских свидетельства. Индекс Хирша - 5.
Колумбаева С.Ж. принимает активное участие в развитии актуального научного направления, как экспериментальное обоснование применения новых препаратов цитопротекторов и антимутагенов природного происхождения. В проведении научных исследований, руководимых Колумбаевой С.Ж., активное участие принимают молодые ученые, PhD-докторанты, магистранты и бакалавры. Ученики Колумбаевой С.Ж. востребованы и успешно работают в различных организациях (ПРООН-Казахстан, Министерство охраны окружающей среды, КПЭ, КазНУ им. аль-Фараби, Назарбаев Университет, РЭЦ, академические НИИ).

## Награды и звания
- Доктор биологических наук (2011 г.);
- Профессор (2013 г.);
- Лучший преподаватель ВУЗа-2011;
- Обладатель государственной научной стипендии ученым, внесшим выдающийся вклад в развитие науки и техники (2017 г.);
- Медаль "Ерен еңбегі үшін" (2022 г.) 